# Clash Mini
«Clash Mini» — відеогра компанії Supercell для мобільних пристроїв. Поєднує в собі жанри стратегії з елементами шахово-карткової гри. Гра була доступна на платформах Android та iOS з початку листопада 2021 року по кінець квітню 2024 року.
Розроблення гри покинули у 2024 році

## Ігровий процес
У Clash Mini є два типи режимів: дуель і турнір (англ. Rumble). Один бій триває від 3 до 5 раундів. Поле бою, або арена з розміром 8×5 блоків, поділене навпіл, де знизу розташована територія гравця, а вгорі — територія суперника.
Гравець має колоду з міні (персонажів гри), з яких під час одного раунду йому на вибір надається три з них (можливо, однакових), які він може додати на свою територію. Якщо міні даного типу вже знаходиться на полі, тоді його характеристики зростають і з'являється одне з трьох умінь на вибір гравця.
На початку кожного раунду гравцю додається шість еліксиру (ігрового предмету), які він може витратити на покупку міні. Максимальний запас еліксирів, який гравець може зберігати в себе — 20 одиниць.
Кожен раунд триває 30 секунд, якщо за цей час ніхто не переміг, тоді проводиться перерахунок здоров'я у міні, де кожному із них зменшують здоров'я, поки він не буде знищений. Перемагає той гравець, у якого залишились міні.
Окрім міні у грі присутні герої, їх не можна придбати за еліксир, бо на початку бою один із героїв вже є на арені.

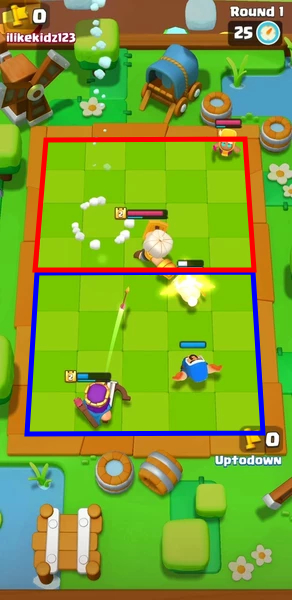
Поле бою Clah Mini. Синій прямокутник - територія гравця. Червоний — противника.

### Колода
Колода складається з п'яти міні і одного героя, які вибрав гравець. Змінити колоду можна перед боєм. У грі налічується 22 міні і 6 героїв.
| Міні                | Вартість | Дата виходу           |
| ------------------- | -------- | --------------------- |
| Лицар               | 2        | 8 листопада 2021 року |
| Варвар              | 2        | 8 листопада 2021 року |
| Лучник              | 2        | 8 листопада 2021 року |
| Шахтар              | 2        | 8 листопада 2021 року |
| Гоблін зі списом    | 2        | 8 листопада 2021 року |
| Чаклун              | 2        | 8 листопада 2021 року |
| Льодовий чаклун     | 2        | 8 листопада 2021 року |
| Скелет-вартовий     | 2        | 8 листопада 2021 року |
| Лісоруб             | 2        | 8 листопада 2021 року |
| Мушкетер            | 3        | 21 грудня 2021 року   |
| Скелет-велетень     | 3        | 8 листопада 2021 року |
| Міні-P.E.K.K.A      | 3        | 8 листопада 2021 року |
| Гоблін зі стрілами  | 3        | 8 листопада 2021 року |
| Викидайло           | 3        | 8 листопада 2021 року |
| Рейнджер-цілитель   | 3        | 8 листопада 2021 року |
| Валькірія           | 3        | 8 листопада 2021 року |
| Мечник              | 3        | 3 березня 2022 року   |
| Рибалка             | 3        | 3 березня 2022 року   |
| Принц               | 4        | 21 грудня 2021 року   |
| П.E.K.K.A           | 4        | 8 листопада 2021 року |
| Магічний лучник     | 4        | 8 листопада 2021 року |
| Бойовий цілитель    | 4        | 8 листопада 2021 року |
| Мегалицар           | 4        | 8 листопада 2021 року |
| Золотий гігант      | 4        | 9 березня 2022 року   |
| Електрочаклун       | 4        | 8 листопада 2021 року |
| Відьма              | 4        | 7 березня 2022 року   |
| Королівський привид | 4        | 16 травня 2022 року   |
| Бандитка            | 4        | 16 квітня 2023 року   |